# Distrito electoral federal 4 de Sonora

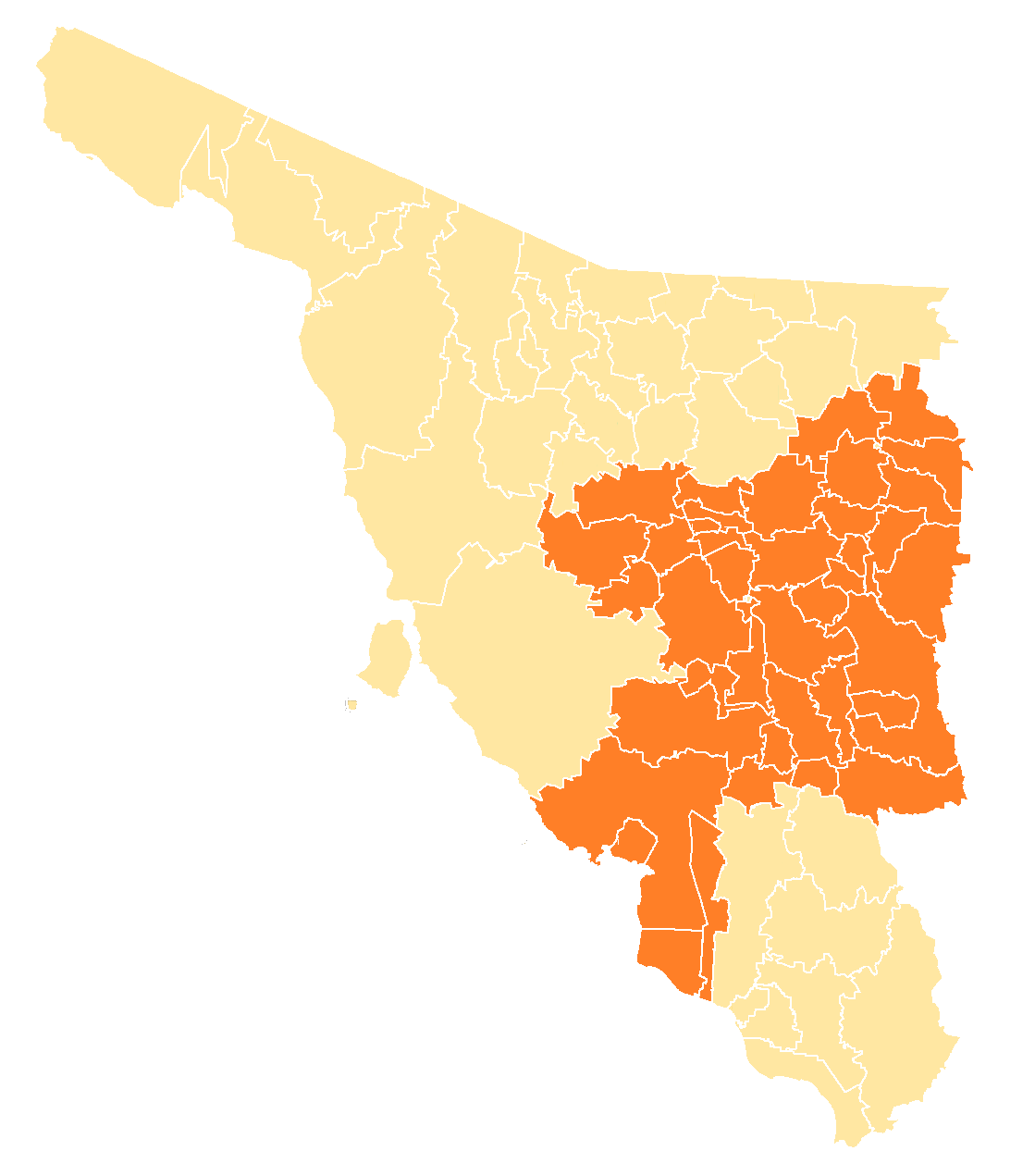
Mapa del medio municipio que compone el Cuarto Distrito Electoral Federal de Sonora.

El IV Distrito Electoral Federal de Sonora es uno de los 300 distritos electorales en los que se encuentra dividido el territorio de México y uno de los 7 en los que se divide el estado de Sonora. Su cabecera es la ciudad de Guaymas.
El Cuarto Distrito de Sonora esta formando por los 39 municipios de Aconchi, Bacerac, Bavispe, Banamichi, Huépac, San Felipe de Jesús, Nacozari de García, Cumpas, Opodepe, Carbó, Rayón, San Miguel de Horcacitas, Baviácora, Ures, Moctezuma, Villa Hidalgo, Huachinera, Huásabas, Bacadehuachi, Granados, Divisadero, Nácori Chico, Tepache, San Pedro de la Cueva, Villa Pesqueira, Mazatán, Sahuaripa, Arivechi, Bacanora, Soyopa, San Javier, La Colorada, Suaqui Grande, Ónavas, Yécora, Empalme, Bácum, San Ignacio Río Muerto y Guaymas. Siendo esta última la cabecera distrital según la distritación de 2005.

## Distritaciones anteriores

### Distritación 1996 - 2005
El distrito estuvo conformado por los municipios de Aconchi, Arivechi, Bacadehuachi, Bacanora, Bacerac, Bácum, Banamichi, Baviácora, Bavispe, Carbó, Cumpas, Divisaderos, Empalme, Granados, Guaymas, Huachineras, Huásabas, Huépac, La Colorada, Mazatán, Moctezuma, Nácori Chico, Nacozari de García, Ónavas, Opodepe, Rayón, Sahuaripa, San Felípe de Jesús, San Ignacio Río Muerto, San Javier, San Miguel de Horcasitas, San Pedro de la Cueva, Soyopa, Suaqui Grande, Tepache, Ures, Villa Hidalgo, Villa Pesquera y Yécora.

## Diputados por el distrito
- LIX Legislatura
  - (2003 - 2006): Antonio Astiazarán Gutiérrez
- LX Legislatura
  - (2006 - 2009): Carlos Zatarain González
- LXI Legislatura
  - (2009 - 2012): José Luis Marcos León Perea
- LXII Legislatura
  - (2012 - 2015): Antonio Astiazarán Gutiérrez
- LXIII Legislatura
  - (2015-2018): Susana Corella Platt
- LXIV Legislatura | LXV Legislatura
  - (2018-En el cargo): Heriberto Aguilar Castillo

## Resultados electorales

### 2021
|  | 28.01 % |

|  | 12.13 % |

|  | 3.32 % |

|  | 7.13 % |

|  | 40.0 % |

|  | 1.44 % |

|  | 1.62 % |

|  | 2.72 % |

### 2015
|  | 35.68 % |

|  | 41.31 % |

|  | 5.71 % |

|  | 2.02 % |

|  | 2.02 % |

|  | 4.63 % |

|  | 3.47 % |

|  | 00.45 % |

|  | 1.16 % |

|  | 0.02 % |

|  | 3.53 % |

|  | 100.00 % |

### 2012
|  | 19.82 % |

|  | 36.21 % |

|  | 18.63 % |

|  | 2.42 % |

|  | 15.02 % |

|  | 00.03 % |

|  | 07.87 % |

|  | 100.0 % |